# Walter Sorrells
 (janvier 2023).
Walter Sorrells, né en 1962 à Nashville, dans le Tennessee, aux États-Unis, est un écrivain de roman policier américain. Il utilise également les pseudonymes de Ruth Birmingham et Lynn Abercrombie. Ses écrits ne sont pas traduits en français.

## Biographie
Il étudie au Haverford College et devient journaliste.
Il commence une carrière de romancier en 1995 sous son patronyme. Il publie trois romans et opte, en 1998, pour le pseudonyme de Ruth Birmingham qu'il utilise dès lors en parallèle à son nom. Il signe une série de romans policiers mettant en scène la détective privé Sunny Childs d'Atlanta. Le second roman de la série est couronné du Prix Edgar-Allan-Poe de la meilleure parution en livre de poche. La série prend fin après six romans.
Il complète en 2002 un manuscrit inachevé de William J. Coughlin de la série des Charley Sloan, publié sous le titre Proof of Intent.
Il utilise en 2005 le nouveau pseudonyme de Lynn Abercrombie pour publier deux thrillers. En 2006, il adapte avec John Vornholt (en) et Brad Strickland (en) la série télévisée Le Crash du vol 29 en roman pour la jeunesse.

## Œuvres

### SérieHunted
- Fake I.D. (2005)
- Club Dread (2006)
- White Out (2009)

### SérieFlight 29 Down
- Static (2006)
- Scratch (2006)
- On Fire (2007)
- Survival (2007)
- Ten Rules (2006)

### Autres romans
- Power of Attorney (1995)
- Will to Murder (1996)
- Cry for Justice (1996)
- Proof of Intent (2002) (manuscrit inachevé de William J. Coughlin complété par Sorrels)
- The Silent Room (2006)
- First Shot (2007)
- Erratum (2008)

### Sous le pseudonyme de Ruth Birmingham

#### SérieSunny Childs
- Atlanta Graves (1998)
- Fulton County Blues (1999)
- Sweet Georgia (2000)
- Blue Plate Special (2001)
- Cold Trail (2002)
- Feet of Clay (2006)

### Sous le pseudonyme de Lynn Abercrombie

#### SérieCold Case
- The Body Box (2005)
- Blind Fear (2006)

## Prix et distinctions notables
- Prix Edgar-Allan-Poe 2000 du meilleur livre de poche original pour Fulton County Blues.